# Doris Day (lied)
Doris Day is een nummer van de Nederlandse band Doe Maar en tevens het titelnummer van hun derde album Doris Day en andere Stukken uit 1982. In februari dat jaar werd het nummer op single uitgebracht. Het lied is geschreven door Henny Vrienten in samenwerking met Eric van de Boorn en leverde de band een eerste top 10-hit op.

## Achtergrond

### Tekst
Doris Day gaat over het aanbod televisieprogramma's; Vrienten zingt in het refrein "Er is geen bal op de tv, alleen een film met Doris Day". In vroege live-uitvoeringen werd dit gevolgd door "En wat dacht je van net 2, daar zit Simon van Collem", maar toen de band de studio inging moest deze tekst worden gewijzigd tot "ein Wiener Operette" omdat de nieuwe drummer Van Collems zoon René bleek te zijn. Ook de opvolgende tekstgedeelten werden herschreven; in plaats van af te geven op de dominee bij de NCRV zong Vrienten nu "Nee, er zit een knop op je tv, die helpt je zo uit de puree. Druk hem in en ga maar mee, de bloemen buiten zetten". In het tweede couplet werd behalve naar Willem Duys en Henk van der Meyden nu ook naar Marco Bakker verwezen.

### Doorbraak en verder
Doris Day, de single en het album betekenden begin 1982 de doorbraak van Doe Maar; René van Collem werd aan het eind van het jaar opgevolgd door Jan Pijnenburg. 
In Nederland werd de plaat begin 1982 door dj Frits Spits en producer-invaller Tom Blomberg veel gedraaid in het radioprogramma De Avondspits op Hilversum 3 en werd mede hierdoor een hit in de destijds drie landelijke hitlijsten op de nationale publieke popzender. De plaat bereikte de 9e positie in zowel de Nederlandse Top 40, Nationale Hitparade als de TROS Top 50. In de Europese hitlijst op Hilversum 3, de TROS Europarade, werd géén notering behaald.
In België (Vlaanderen) werd de plaat wel regelmatig gedraaid op de landelijke radiozenders, maar behaalde desondanks géén notering in zowel de voorloper van de Vlaamse Ultratop 50 als de Vlaamse Radio 2 Top 30. 
In de sinds december 1999 jaarlijks uitgezonden NPO Radio 2 Top 2000 van de Nederlandse publieke radiozender NPO Radio 2, stond de plaat alleen in 1999 en 2000 genoteerd met als hoogste notering een 783e positie in 2000.
De band nam medio 1983 het concertalbum Lijf aan lijf op; Doris Day was toen uit het vaste repertoire verdwenen en werd enkel nog gespeeld als onderdeel van een medley in de toegift. Hun populariteit was dusdanig uit de hand gelopen dat de band zich genoodzaakt zag te stoppen. Doe Maar gaf in Den Bosch twee (voorlopige) afscheidsconcerten op 14 april 1984; Doris Day werd zowel 's middags als 's avonds volledig overgeslagen. Vrienten noemde het in 1985 in het blad Music Maker het slechtste dat hij ooit had geschreven.
Vanaf 2000 ging Doe Maar weer af en toe optreden en keerde Doris Day terug op de setlijst; René van Collem volgde in 2012 toen het dertigjarig jubileum werd gevierd met een reeks Symphonica in Rosso-concerten. In deze periode verscheen het samenwerkingsalbum Versies / Limmen tapes waarop Doris Day in een nieuw jasje werd gestoken met Spinvis en rapper Sef. In de wederom aangepaste  tekst werd "ein Wiener Operette" vervangen door "daar zitten de talentjes".

## NPO Radio 2 Top 2000
| Nummer met noteringen in de NPO Radio 2 Top 2000 | '99  | '00 |
| ------------------------------------------------ | ---- | --- |
| Doris Day                                        | 1650 | 783 |

1. ↑  Een vetgedrukt getal geeft de hoogste notering aan.
2. ↑  Deze tabel is bijgewerkt tot en met de laatste editie (2024).